# Proformica ferreri
Proformica ferreri es una especie de hormigas endémicas de la España peninsular.